# Alexandre Tinoco
Alexandre Tinoco (Rio de Janeiro, 3 de dezembro de 1982) é um velejador brasileiro.
Como um dos representantes do país nos Jogos Pan-americanos de 2011, em Guadalajara (México), ganhou a medalha de ouro na classe Snipe, junto com Gabriel Borges.